# Véhicule électrique de quartier

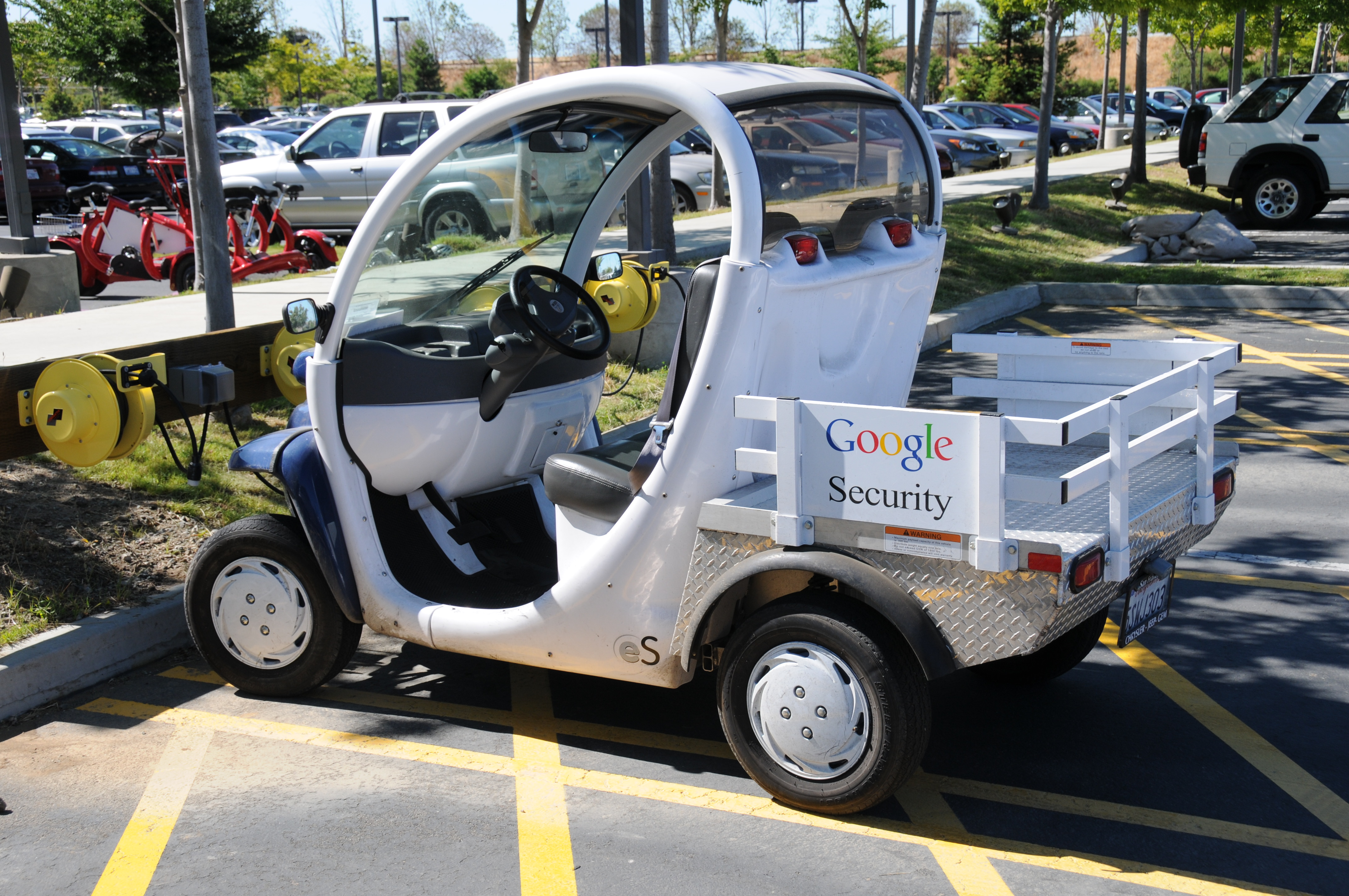

Un véhicule électrique de quartier (NEV) est une dénomination américaine pour les véhicules électriques à batterie qui sont généralement construits pour avoir une vitesse maximale de 25 milles par heure (40 km/h) et un poids chargé maximum de 3 000 lb (1 400 kg). Selon les lois particulières de l'État, elles sont légalement limitées aux routes avec des limites de vitesse affichées de 45 milles par heure (72 km/h) ou moins. Les NEV relèvent de la classification du ministère des Transports des États-Unis pour les véhicules à basse vitesse . La version non électrique du véhicule électrique de quartier est le quadricycle motorisé.